# 威特兰吉奥拉

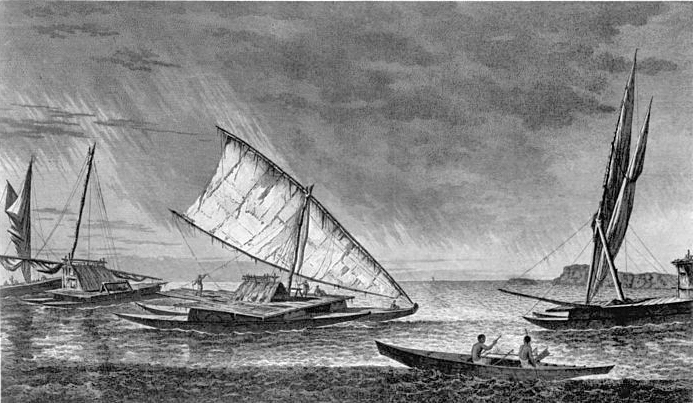
威特兰吉奥拉就是驾驶这样的小船航行在冰山与南海之间的。

威特兰吉奥拉（'Ui-te-Rangiora）据信是一位7世纪的来自拉罗汤加岛的毛利人航海家。根据毛利人的传说，威特兰吉奥拉向南航行并在南大洋遇到了浮冰和冰山。他将南大洋的这一地区称为“泰乌卡阿皮亚”（Tai'uka-a-pia，像竹芋一样起泡沫的海），因为那些浮冰类似于竹芋粉。另有宣称说，威特兰吉奥拉抵达了罗斯冰架，不过他没有在那里登陆。

## 真实性
威特兰吉奥拉抵达南极水域的真实性受到了质疑。在1886年，在安蒂波德斯群岛有一些古代太平洋的陶器碎片被发现，这暗示了波利尼西亚人确实向南扩张到了那么远。

## 可能的对南极洲的发现
关于威特兰吉奥拉，或者关于早期的波利尼西亚的如此的事情，人们所知得极少，但是这些事情却在毛利人的传说中被讲述着。他们说，大约在650年，威特兰吉奥拉率领由小型毛利人船只组成的一支船队南下南大洋，直到他们抵达了“拉帕岛的另一边，海里长出石头”的地方。这也许描述的是海冰和冰山。